# ベスト・アルバム
ベスト・アルバム（和製英語: best album）は、音楽アルバムのひとつの形態。ベスト盤とも。英語で"best album"というと「最も優れたアルバム」という意味になり、本項で説明するベストアルバムに対しては"greatest hits album"という呼称が最も一般的である。"best-of album"と呼ばれることもあるが、この場合でも「of」は基本的に省略しない。また実際のアルバム名は「Greatest Hits of アーティスト名」または「The (Very) Best of アーティスト名」と付けられることが多い。

## 概要
通常のアルバム（スタジオ・アルバム）は、先行発売のシングル曲を数曲程度収録することが多いが、楽曲の大半は未発表曲である。対してベスト・アルバムの場合、大半は収録曲のほとんどが既発曲で、過去の代表曲を集めたアルバムである。後述の通り、ベストアルバムの種類は様々あるが、基本的にはシングル表題曲、いわゆる「シングルコレクション」として出すアーティストが主流である。
しかし、近年では非公式ベスト（後述）が乱発することもあり、あえて新曲や未発表曲を収録したり、初回盤などの特典をつけることで公式であることを強調することが通例となっている。
カップリング曲やスタジオ・アルバム収録曲のみで占められたベスト・アルバムも存在する（例：ゆず『ゆずのね 1997-2007』、L'Arc〜en〜Ciel『The Best of L'Arc〜en〜Ciel c/w』）。尚、アルバムによっては一部シングルをカップリング曲だけ収録する場合もある（例：Berryz工房『Berryz工房 スッペシャル ベスト Vol.1』の『友情 純情 oh 青春(「ハピネス〜幸福歓迎!〜」c/w)』、PUFFY『Hit&Fun』の『ともだち(あたらしい日々 c/w)』、いきものがかり『いきものばかり〜メンバーズBESTセレクション〜』の『Happy Smile Again(プラネタリウム c/w)』)。
複数枚組の場合、ディスクごとに異なるサブタイトルを付けたものや(例：サザンオールスターズ『海のYeah!!』)、イメージや販売形態等で収録曲を振り分けたもの（例：薬師丸ひろ子『歌物語』、GReeeeN『いままでのA面、B面ですと!?』）も存在する。
日本では、ヘッドフォンステレオやカーオーディオが普及した1980年代前半に、カセットテープのみで発売されたカセット・ベスト・アルバムが存在した（サザンオールスターズや長渕剛など）。中でも、サザンオールスターズの『バラッド '77〜'82』はCD化もされている。
かつての日本では、12月にベスト・アルバムのリリースが集中したが、2000年前後から、日本企業の多くの決算期にあたる3月（オリコンの集計の関係で3月の最終水曜日）にJ-POPアーティストのベスト・アルバムを発売するケースが多くなっている。また、ある程度活動期間が長く、人気が維持されているミュージシャンに関しては、そのグループや個人に対して特別な日(誕生日やメジャーデビュー日など)にベスト・アルバムを発売するということも行われている。さらにグループの解散及び個人の引退を記念してのベスト・アルバムも多く、歌手やグループの(元)メンバーが死去した際には追悼盤としてベスト・アルバムがリリースされることもある。

## アルバムの種類
- シングル・コレクション
名前の通り、シングル曲を集めたベスト・アルバムで、一般的なアルバム。基本的には表題曲（A面曲）でまとめられているのが主流だが、中にはカップリングや新曲を含めていることもある。
- オールタイム・ベスト
デビュー時から最新まで発表した全時代の全楽曲から選曲され、キャリアが総括されたベスト・アルバムを指す。選曲基準は基本シングル表題曲、いわゆるシングル・コレクションとして出すアーティストが多いが、シングルだけでなくアルバム曲、シングルB面（カップリング曲）も含まれて収録されていることもある。
- ベスト・セレクション
シングルA面曲のみではなく、B面（カップリング曲）やオリジナル・アルバム収録曲から、本人またはレコード会社が選曲したアルバムに用いられることが多い。セレクション・アルバム
やリクエスト • ベストと言われることもある。決まった規定はなく、通常のシングルA面のみを集めたベスト・アルバムにも用いられる。似た名称にベストコレクションがある。上述のオールタイム・ベストとさほど変わらない事から、こちらのベスト盤も上述ベストと分類される。
- グレイテスト・ヒッツ
シングル・コレクションやベスト・セレクションと同等の作品に用いられる名称。主に日本の作品より洋楽のベスト・アルバムに多くつかわれる。
- リテイク・ベスト（新録ベスト）
その名の通り過去の楽曲を新たに録音し直した（新たにアレンジ、演奏、歌い直し含む）ベスト・アルバム。近年ではセルフカヴァー・アルバムと宣伝する場合も見受けられるが、セルフカヴァー・アルバムの本来の意味はシンガーソングライターが他者に提供した楽曲を自分で歌ったアルバムのことである。
- 裏ベスト
主にシングルB面（カップリング曲）やオリジナル・アルバム収録曲から選曲されたベスト・アルバムに用いられる。B面だけを収録したアルバムは、B面コレクションやカップリング・ベストとも言う。
- バラード・ベスト
シングル表題曲、カップリング、アルバム収録曲の中から、バラード曲を集めたベストアルバム。
- 全曲集
演歌・歌謡曲のベスト・アルバムでよく見られる名称。毎年発売されるのが基本の年刊形式を採り、歌手名義と西暦年名を記しただけのアルバム名になることも少なくなく、それと同時に前年盤は廃盤となる。当該歌手の発表曲すべてを網羅したものではなく、代表曲と最新シングル曲で構成されたものが主となる。
- その他
近年ではベスト・アルバムも多様化し、歌手が過去に発表した複数のカヴァーアルバムから選曲したカヴァー・ベストや、他者作品に参加した楽曲だけを集めたコラボレーション・ベスト（コンピレーション・アルバム）など、あるテーマに沿って選曲したベスト・アルバムもある。通常のベストでないことから企画ベストとも言われる。

## 会社側のメリット
ベスト・アルバムは、テレビやラジオなどで耳慣れた楽曲ばかりが収録されているため、特定のコアなファン以外の購買意欲もそそり、一般的にスタジオ・アルバムより売上枚数は伸びる物が多い。レコード会社にとって、人気アーティストのベスト・アルバムは、新録の費用がかからず、確実な売上が見込める商品のため、思うように会社の売上が伸びない場合に決算対策として自社の契約アーティストのベスト・アルバムを急遽リリースし、売上をカバーするといった例もしばしば見られる。
ただし「ベスト盤は売れる」という傾向は日本の音楽市場では顕著ではあるが、世界的には一般的とはいえない。世界最大の音楽市場であるアメリカの場合、新曲がほとんど収録されることのないベスト盤より、現在のヒット曲を収録しているオリジナルアルバムの方が概してセールスを伸ばすことが多く、これは特に現役でヒットを出しているアーティストほど当てはまる。
そのため洋楽アーティストがキャリアの途上で発売するベスト盤（既に引退したアーティスト・解散したバンド及び、移籍によってレコード会社が主導して組むベスト盤ではないもの）には大抵新曲が収録され、「現在ヒット中の新曲も収録している」ことをアピールしてプロモーションすることが多い。

## ベスト盤をめぐるトラブル
アーティストの意向に反し、もしくは本人たちの知らぬ間にレコード会社や音楽プロデューサーの独断でリリースされる事もあり、本人たちはディスコグラフィーに認めないなど、アーティストとレコード会社の軋轢の原因となることもある（例：スピッツ『RECYCLE Greatest Hits of SPITZ』、B'z『Flash Back-B'z Early Special Titles-』、クリープハイプ『クリープハイプ名作選』、M.o.v.e『REWIND〜singles collection+〜』、10-FEET『10-BEST 2001-2009』）、WANDS『WANDS BEST 〜HISTORICAL BEST ALBUM〜』。
特に、近年アーティストがレコード会社を移籍する際には、それまで所属していたレコード会社が自らが原盤権を持つ音源を利用し、アーティストに半ば無断でベスト・アルバムを制作・発売することが恒例化している。これに反発するアーティスト側が、ホームページやファンクラブなどを通じてファンに当該アルバムの購入を控えるように呼びかけるケースも多く起こっている（例：YMO商法、DREAMS COME TRUE『BEST OF DREAMS COME TRUE』、Utada『Utada The Best』など）。また、こうした事情を嫌って、もしくはアーティスト個人の信念としてベスト・アルバムを出すことを拒否するアーティストもいる。椎名林檎はベスト盤より新曲を出したいという考えから長らくリリースしておらず、2019年に初めて本人監修のベスト・アルバム『ニュートンの林檎 〜初めてのベスト盤〜』をリリースしている。DREAMS COME TRUEはデビュー以来「ドリカムは全てのアルバムがベスト・アルバムだと思っている」事からベスト・アルバム不要論を主張していた為にベスト・アルバムを出さない方針であったが、上述のメンバー非公認のベスト・アルバムが世に存在し続けることに対するジレンマから、2000年以降改めて公認のベスト・アルバムをリリースするに至っている（2000年2月14日発売の『DREAMS COME TRUE GREATEST HITS "THE SOUL"』が初の公認のベスト・アルバムとなった。こちらは発売の数ヶ月前からファン投票等で事前のリサーチを行った上でベスト・アルバムを制作・発売している）。
同様に、浜崎あゆみも2001年のベスト盤『A BEST』リリースにおいてavexが発売を強行したため、「自分はavexの大切な商品なんだなと思った」と皮肉交りに回想し、嫌気が差して引退も考えたという。その抵抗感を表すべく、浜崎自身のアイデアで本人が憤慨して涙を流すジャケットが採用された。また、本人の希望で本作発売に合わせて、あらゆる雑誌の表紙を徹底的にジャックした。
また倖田來未もベスト盤を2005年・2006年と、2年連続で立て続けにリリース。2006年にリリースされた2作目の『BEST 〜second session〜』の収録曲の半数は、前年12月より実施した12週連続シングルリリースを収録。これに対し倖田は「自分の知らない間に勝手に発売が決まっていた。本当はこんなものは発売したくなかった。せっかくシングルを買ってくれたファンの皆さんには申し訳ないことをした」と発言している。
上述とは逆のパターンも存在し、X JAPANが1997年の解散時に発表した「PERFECT BEST」においては、アーティスト側が以前に所属していたソニー・レコードからリリースされたX時代の楽曲が原盤権を持たなかった故に使用する事が出来ず、ライブヴァージョンでの収録となり、アーティスト側にとって不本意な内容となってしまった。この事をYOSHIKIは「自分の子供を拉致されたのと同然の行為」と糾弾し、これを契機に原盤権の獲得へ奔走することになる。その結果、後のファン投票によるベストアルバム「X JAPAN BEST 〜FAN'S SELECTION〜」は、X時代の楽曲オリジナル音源も含めてリリースする事が出来た。
演歌・歌謡曲系歌手の場合は、一部の本人選曲・本人監修などのものや、権利が複雑化しているものを除き、過去の作品の発売に口を挟まないことが多いため、発売をめぐるトラブルが発生することが少なく、多様な作品が発売されている他、移籍前の会社によるオリジナル音源と、移籍後の会社による再録音源が並列して発売されている例がある。

## 収録曲
前述のように、既発のシングル曲やシングルカットされていないスタジオ・アルバム収録曲を中心に構成されるが、どのように構成されるかはアルバムにより異なる。
収録曲はアーティストやレコード会社の選定、もしくはファン投票で決定される。前者の場合シングルA面曲であっても容量制限や売上不振などの理由で収録しない場合もある。曲順は発売順となることが多いが（ファン投票の場合は人気順の場合もある）、アーティストやファンの意向で曲順を決定することもある。また複数枚組の場合、収録曲を一定の法則で振り分けることもある。
既発の曲であっても、シングルやスタジオ・アルバムとは異なるバージョンで収録される場合もある。

## ベスト・アルバム・ブーム
CDが普及して以降、日本では1992年から1993年、1997年から1999年にかけてと、大きく2つの時期に相次いで著名アーティストによるベスト・アルバムのリリースが重なったことがある。
まず前者は、1992年3月25日に発売されたCHAGE and ASKAの『SUPER BEST II』が、1992年オリコン年間アルバムランキング1位を記録し、累計売上は約270万枚を達成したことの余波が波及した。
後者は、1997年10月1日に発売されたGLAYのベスト・アルバム『REVIEW-BEST OF GLAY』の大ヒットをきっかけに起きたとされるものである。1998年のオリコン年間アルバムランキングでは、トップ10中ベスト・アルバムが6作を占めた（B'z（2作）、松任谷由実、サザンオールスターズ、マライア・キャリー、安室奈美恵）。消費者視点では、不況や娯楽の多様化で「お買い得商品」としてベスト・アルバムが求められるようになったと分析されている。また、この時期に発売されたサザンの『海のYeah!!』と松任谷の『Neue Musik』は、オールタイムベストアルバムの先駆けと言われている。

### 2000年以降
2000年から2001年には、SMAP、Mr.Children、浜崎あゆみ、DREAMS COME TRUE、L'Arc〜en〜Ciel、JUDY AND MARY、GLAY、モーニング娘。などの数多くの著名アーティストがベスト・アルバムを連発して発売した。アルバム全体の売り上げは減少傾向にあったものの、ベスト・アルバムの売り上げはまだ衰えていなかった。
2005年から2007年にかけて、再びベスト・アルバムが連続して発売されるようになった。ただ1990年代ほど売り上げが伸びず、ダブルミリオンが限界の状態が続いていた。これはCDによる音楽の視聴という時代が「配信される音楽を買う」という時代へと移行したことを意味しており、わざわざ高いアルバムを買わずとも、配信で曲単価あたり1曲150から200円前後の自分の気に入った楽曲を手に入れれば、後はレンタルなどで自分の好きなようにベスト・アルバムが作成できるという技術の進歩がもたらしたものとも言える。
2008年には、EXILEが「PEFECT YEAR」と題し、この年に3作のベスト盤をハイペースでリリースする試みを成し遂げた。後に3作はオリコンにおいて同時に、TOP10入りを果たしている。また同年に浜崎あゆみ、B'z、安室奈美恵、竹内まりやも立て続けにベスト盤をリリース。中でも安室奈美恵のベスト盤はこの年で、上述ベスト以来のミリオンを達成しており、「10代・20代・30代の3つの世代でミリオンを記録」するという偉業な姿を見せた。なお、安室のベスト盤は年間2位にランクインしている。
2012年にもMr.Children、桑田佳祐、山下達郎、松任谷由実ら20年以上のキャリアを誇るベテランや、ゆず、コブクロ、EXILE、関ジャニ∞、JUJUら7，8年から15年ほどの中堅レベルのキャリアのアーティストらがベスト・アルバムを相次いで発売し、同年のCD売り上げが前年と比べて増加したことに大きく寄与した。特にベテランクラスは「オールタイム版」を銘打って3枚組以上の大作となる傾向があった。
かつて大滝詠一は、ベスト・アルバムを半年で2枚も出すのはいけないというような考えから、本来は対をなす『B-EACH TIME L-ONG』と『SNOW TIME』のうち、後者の発売を取りやめたことがある。また、同様の考え方から2枚組のアルバムとして発売する、といった配慮がなされるケースもあった。しかし近年は、価値観の変化により、2枚のベスト・アルバムを同時発売するミュージシャンや、倖田來未やEXILEのように半年に1度程度のペースでベスト・アルバムを出すミュージシャンも増えている。一方で、大滝詠一ややしきたかじんのように、生前楽曲の権利に対して厳格であった音楽家自身が、急逝や引退といった要因で本人不在となったことによって、遺族やスタッフが楽曲権利や保存されていたものの使用されなかったマスターテープなどの素材利用に関与しやすくなったことにより、歌い手の死後、引退解散後になり、ようやく全キャリアを網羅したベストアルバムが発売に至る場合もある。
こういった、ダウンロード販売によるベスト・アルバムの売上減少は顕著になっているが、代わって2002年に発売された山下達郎の『RARITIES』のヒットを皮切りに、今度は『裏ベスト・ブーム』ともいえる現象が発生し、ミリオンこそほとんど無いものの、ベスト・アルバムが既に完成されてしまったミュージシャンによる「アルバム未収録曲の補完」を目的とした作品が増加することになった。2000年代以降のヒットとしてはB'zの『B'z The "Mixture"』やMr.Childrenの『B-SIDE』、YUIの『MY SHORT STORIES』などが挙げられる。
これらに収録される作品は、近年シングルチャートで作品の移り変わりが急激に加速する中で、過去に8cmシングルやシングルレコードのみに収録され、アルバムに収録されなかったために入手が困難となり、楽曲を入手できなかった、あるいは数曲のためにシングルを買わなければならないというファンのために好意的に行われることが多い。こういったアルバム未収録曲はダウンロード配信されにくいことも、裏ベスト需要の増加の一因といえる。
2006年にはコブクロの『ALL SINGLES BEST』がヒットし、男性アーティストとしては21世紀になってから初のトリプルミリオンを記録しているが、以後のCD不況も影響し、コブクロの作品以降でダブルミリオン以上のベストアルバムはビートルズの『ザ・ビートルズ1』、安室奈美恵の『Finally』、嵐の『5×20 All the BEST!! 1999-2019』である。

## 代表的なベスト・アルバム（売上枚数上位5作品）
世界で歴代最高売上のベスト・アルバムは、イーグルスの『グレイテスト・ヒッツ1971-1975』であり、約4100万枚（歴代最高売上のオリジナル・アルバムはマイケル・ジャクソンの『スリラー』で約1億400万枚）（2007年現在）。
日本において歴代最高売上のベスト・アルバムは、B'zの『B'z The Best "Pleasure"』であり、約514万枚（歴代最高売上のオリジナル・アルバムは宇多田ヒカルの『First Love』で約765万枚）（2018年現在）。
（『作品名』／アーティスト／売上枚・組数）

### 日本

#### 1枚もの
1. B'z 『B'z The Best "Pleasure"』 - 約514万枚
2. GLAY 『REVIEW-BEST OF GLAY』 - 約488万枚
3. B'z 『B'z The Best "Treasure"』 - 約444万枚
4. 浜崎あゆみ 『A BEST』 - 約429万枚
5. 竹内まりや 『Impressions』 - 約307万枚

#### 2枚組
1. サザンオールスターズ 『海のYeah!!』 - 約365万枚
2. 松任谷由実 『Neue Musik』 - 約325万枚
3. コブクロ 『ALL SINGLES BEST』 - 約306万枚
4. サザンオールスターズ 『バラッド3 〜the album of LOVE〜』 - 約292万枚
5. globe 『CRUISE RECORD 1995-2000』 - 約276万枚

#### 3枚組
1. 安室奈美恵 『Finally』 - 約248万枚
2. SMAP 『SMAP 25 YEARS』 - 約118万枚
3. 松任谷由実 『日本の恋と、ユーミンと。』 - 約108万枚
4. 竹内まりや 『Expressions』 - 約99万枚
5. DREAMS COME TRUE 『DREAMS COME TRUE THE BEST! 私のドリカム』 - 約98万枚

### 洋楽
1. マライア・キャリー 『The Ones』 - 約281万枚
2. カーペンターズ 『青春の輝き〜ベスト・オブ・カーペンターズ』 - 約234万枚
3. ビートルズ 『ザ・ビートルズ1』 - 約219万枚
4. クイーン 『ジュエルズ』 - 約142万枚
5. セリーヌ・ディオン 『ザ・ベリー・ベスト』 - 約125万枚

売上枚・組数は、すべてオリコン調べ

### 全世界
1. イーグルス 『グレイテスト・ヒッツ 1971-1975』 - 約4100万枚
2. ビートルズ 『ザ・ビートルズ1』 - 約3000万枚
3. クイーン 『グレイテスト・ヒッツ』 - 約2500万枚
4. ABBA 『アバ・ゴールド』 - 約2300万枚
5. マドンナ 『ウルトラ・マドンナ〜グレイテスト・ヒッツ』 - 約2000万枚

## その他
- コンセプト・アルバムやプログレッシブ・ロックに代表される、アルバム全体の構成や連続性、インタールードや間を含めた芸術性を尊ぶ見地からは、ベストアルバムのような「作ったものをただ並べた」と思しき作風に対しては一段下に見る傾向があり、音楽芸術としての批評の対象からは外される事が多い。
- コア層向けのCDショップであるディスクユニオンは2021年7月9日にベストアルバムに特化した専門店として東京都新宿区に「ディスクユニオン ベストアルバムストア」を開店した。18坪の売場面積の中に在庫約1万枚のオールジャンルの新品・中古のベストアルバムCDを中心とした品揃えになっている[8]。